# ليسكارين
ليسكارين (بالفرنسية: L'Escarène)‏ هي بلدية فرنسية تقع في إقليم الألب البحرية من منطقة بروفنس ألب كوت دازور في جنوب شرق فرنسا. تبلغ مساحة هذه المدينة 10.67 (كم²)، وترتفع عن سطح البحر 345 م، يبلغ عدد سكانها 2342 نسمة حسب إحصاء المعهد الوطني للإحصاء والدراسات الاقتصادية سنة 2009 م. وترأس Pierre Donadey البلدية خلال فترة (2008-2014).

## توأمة
لليسكارين اتفاقيات توأمة مع:
- سيبورجا

## وصلات خارجية
- صفحة البلدية على موقع المعهد الوطني للإحصاء والدراسات الاقتصادية